# Guillermo I. Ortiz Mayagoitia
Guillermo Iberio Ortiz Mayagoitia (Misantla, Veracruz; 10 de febrero de 1941), más conocido como Guillermo I. Ortiz Mayagoitia, es un jurista mexicano que se desempeñó como presidente de la Suprema Corte de Justicia de la Nación, y por consiguiente presidente del Consejo de la Judicatura Federal, desde el 2 de enero de 2007 hasta el 31 de diciembre de 2010.

## Biografía
Guillermo I. Ortiz Mayagoitia es licenciado en Derecho por la Universidad Veracruzana, ocupó los cargos de secretario de Acuerdos del Juzgado Primero de Primera instancia en Poza Rica, Veracruz;  fue actuario y después secretario del Juzgado Tercero de Distrito, en el estado de Veracruz, ubicado en Túxpam; fue secretario de Estudio y Cuenta de la Suprema Corte de Justicia de la Nación y juez de distrito en el estado de Oaxaca y en el Distrito Federal (hoy Ciudad de México).
A partir de 1981 fue designado magistrado de Circuito, adscrito a los tribunales colegiados de Villahermosa, Tabasco y el Puerto de Veracruz, y en 1993 fue nombrado magistrado de la Sala de Segunda Instancia del entonces Tribunal Federal Electoral.
El 27 de enero de 1995 fue nombrado ministro de la Suprema Corte de Justicia de la Nación por el Senado de la República, a propuesta del presidente Ernesto Zedillo, y el 2 de enero del 2007 fue elegido presidente de la Suprema Corte para un periodo de cuatro años que culminó en el 2011; obtuvo 7 votos de 11 posibles, el ministro Juan N. Silva Meza obtuvo tres votos y el ministro Sergio Valls, 1 voto.
Bajo su mandato como presidente de la Suprema Corte de Justicia de la Nación y del Consejo de la Judicatura Federal, el Poder Judicial de la Federación alcanzó la creación de un circuito judicial por cada entidad federativa del país, el 16 de octubre del 2009.
El 30 de noviembre del 2012 finalizó su encargo como ministro del más alto tribunal de justicia en México, y fue sustituido por el ministro Alberto Pérez Dayán, quien fue ratificado por el Senado de la República, al recibir 104 votos de los 112 posibles.